# Тавариш, Валтер
Валтер Самуэл (Эди) Тавариш да Вейга (порт. Walter Samuel "Edy" Tavares da Veiga, род. 22 марта 1992, Маю, Кабо-Верде) — кабо-вердианский баскетболист, играющий на позиции центрового. Выступает за баскетбольный клуб «Реал Мадрид» и сборную Кабо-Верде.

## Карьера
Тавариш родился в Кабо-Верде на острове Маю. До достижения возраста 17 лет Валтер не занимался баскетболом, а работал в круглосуточном магазине своей матери. Его талант открыл немецкий турист, отдыхавший в Кабо-Верде в 2009 году. Поражённый ростом Тавариша, турист решил порекомендовать его своим друзьям из «Гран-Канарии». После поездки скаутов команды в Кабо-Верде было принято решение привезти Вальтера в Испанию и попытаться научить его игре в баскетбол с нуля.
С 2009 по 2011 год Тавариш играл за юношескую команду «Гран-Канарии» в четвёртом дивизионе Испании.
В 2011 году Тавариш был отдан в аренду в «Ла-Пальму», выступавшей во втором испанском дивизионе.
В 2012 году Тавариш вернулся в «Гран-Канарию» и дебютировал за основную команду 6 января 2013 года.
В 2014 году он был выбран на драфте НБА клубом «Атланта Хокс». Играл с 2015 по 2017 год в НБА за «Атланта Хокс» и «Кливленд Кавальерс». Стал первым игроком из Кабо-Верде, который играл с НБА. Всего сыграл 12 матчей за «Хокс» и один матч за «Кавальерс».
В ноябре 2017 года Тавариш подписал 3-летний контракт с клубом «Реал Мадрид».
В марте 2018 года Тавариш стал «самым ценным игроком» 21-го тура чемпионата Испании. В матче против «Сан-Пабло Бургос» Вальтер набрал 13 очков, 13 подборов и 27 баллов за эффективность действий.
В октябре 2018 года Тавариш был признан «Самым ценным игроком» Евролиги по итогам месяца. В 4 матчах статистика Вальтера составила 10,3 очка, 9,5 подбора и 3,0 блок-шота в среднем за игру.
По итогам сезона 2018/2019 Тавариш был признан «Лучшим оборонительным игроком Евролиги». Вальтер стал лидером сезона по среднему (1,7) и общему (53) числу блок-шотов. С показателем 6,6 подбора за игру он занял 5 место в турнире. Также, Тавариш был включён во вторую сборную всех звёзд Евролиги.
В чемпионате Испании 2018/2019 Тавариш стал двукратным победителем турнира и был включён в первую символическую пятёрку.
В июне 2019 года Тавариш подписал с мадридским «Реалом» новый 5-летний контракт.
21 сентября 2020 года, во время полуфинального матча Суперкубка Испании с «Фуэнлабрадой» (116:61), Тавариш сделал 7 блок-шотов, установив рекорд турнира по количеству блок-шотов в одной игре.
В марте 2020 года Тавариш был признан «Самым ценным игроком» 27 тура Евролиги. В матче против «Олимпии Милан» (78:73) Вальтер набрал 13 очков, 12 подборов, 4 блок-шота и 29 баллов за эффективность.
По итогам сезона 2019/2020 Тавариш был включён во вторую символическую пятёрку чемпионата Испании.
24 января 2021 года, в матче против «Андорры» (86:79), Тавариш реализовал первый в карьере 3-очковый бросок. При счёте 83:77 в пользу мадридского «Реала» на исходе владения мяч оказался у Вальтера и ему пришлось исполнить точный 3-очковый бросок через руки защитника. С 2015 года Тавариш исполнил 5 неточных 3-очковых бросков в матчах НБА и чемпионата Испании.
В феврале 2021 года Тавариш был признан «Самым ценным игроком» февраля в чемпионате Испании. Средние показатели Вальтера составили 16,3 очка, 10,7 подбора и 27,7 балла за эффективность действий.

## Достижения
- Чемпион Евролиги: 2017/2018, 2022/2023
- Бронзовый призёр Евролиги: 2018/2019
- Серебряный призёр Еврокубка: 2014/2015
- Чемпион Испании (3): 2017/2018, 2018/2019, 2021/2022
- Обладатель Кубка Испании: 2020
- Серебряный призёр Кубка Испании (3): 2018, 2019, 2021